# Maskinelement
Maskinelement - eller konstruktionselement - är de enklare delar som ingår som komponenter i en större maskin. Det är även ett vetenskapligt område som behandlar dessa komponenter och deras egenskaper.
Maskinelementen delas in i olika grupper, med exempel:
- Förband eller fästelement som håller samman olika detaljer.
  - Skruv och mutter
  - Nit
  - Spik
  - Fjäder
  - Snäpplås
- Mekanismer som överför rörelser.
  - Vev, vevaxel och vevstake
  - Leder rörligt fästa vid varandra. Fyrledsmekanism.
  - Kammekanism
- Lager som tillåter rörelser mellan två delar.
  - Kullager, glidlager för rotation av en axel i ett nav.
  - Linjärlager, slid för glidning i sidled.
- Transmissioner för överföring av mekanisk effekt.
  - Kugghjul
  - Rem- och kedjehjul
- Omkopplingar
  - Koppling som lösgör en roterande överföring
  - Broms som låser en roterande överföring
  - Frihjul som tillåter överföring endast i en rotationsriktning